# ドラア川
ドラア川（ドラアがわ、ベルベル語:Derɛa, ⴷⴻⵔⵄⴰ, アラビア語: درعا, 英語: Draa River）、またはドラア・ワジは、モロッコの河川。全長は1100kmに及び、ワジの部分も含めればモロッコ最長の川であるが、下流の750kmには大雨の時を除き水は流れない。しかし上流部分は貴重なオアシスとしてモロッコ南部地方を潤している。
ドラア川はアトラス山脈に発し、ダデス川とイミニ川を合わせてサハラ砂漠へと流れ込む。ワルザザートからザゴラを通りマアミド近くまでの間は常時水流があり、流域はオアシスとなっている。この一帯にはナツメヤシのヤシ林があり、サハラ砂漠を飛び越すサバクスズメなどの渡り鳥の重要な中継地であるほか、フェネック、サハラゾリラ、リビアヤマネコ、ヨーロッパジェネット、ユーラシアカワウソなどの哺乳類も生息している。そこから下流はワジとなり、河床はアルジェリアとの国境をなしている。河床はそのまま大西洋へと続いており、タンタンの北で海へと流れ込むが、ここに水が流れるのは大雨の時だけであり、そのときでも数日すれば水は干上がってしまう。河口付近にはギョリュウ科のTamarix amplexicaulisの群落、ヨシ原およびヒユ科の塩生植物のSalicornia perennisのステップの3種類の植生があり、ウスユキガモ、オオフラミンゴ、カワウなどの渡り鳥が訪れるほか、ジルティラピア、Barbarophryne brongersmai、サハラジネズミ、モグリアレチネズミなどの固有種も生息している。ワルザザートからザゴラまでのドラア川周辺のエル＝マンスール・エッ＝ダフビ貯水池と6つのオアシス、そしてタンタン付近の河口一帯はラムサール条約登録地である。
ドラア川はサハラの乾燥化とともに水流が短くなってきており、特に近年アトラス山脈地域での水利用の増大に伴い、流量の減少と河川の縮小が問題となっている。
ドラア川流域には古くから人が居住しており、オアシスとして栄えていた。1054年にはセネガル川流域からやってきたムラービト朝の支配下に入り、シジルマサなど他のアトラス山脈南部のオアシス群とともにムラービト朝の拠点となった。
その後14世紀にはサアド族がこの地方に定住し、同胞団を組織して近隣の地方に勢力を伸ばし、16世紀にはサアド朝を建国するにいたった。